# Criolo
Pour les articles homonymes, voir Criollo (homonymie).
Criolo, de son vrai nom Kleber Cavalcante Gomes, né le 5 septembre 1975 à São Paulo, est un rappeur et chanteur brésilien. Parmi les genres musicaux qu'il pratique, on peut citer : hip-hop, MPB, samba, reggae, afrobeat.

## Biographie
Criolo participe à des battles de rap dès 1989, mais ce n'est qu'en 2004 qu'il commence à publier des morceaux originaux via Myspace. En 2006, il publie son premier album studio, intitulé Ainda há tempo et forme par la même occasion le groupe Rinha dos MC. Il effectue des freestyles, de nombreux concerts et fait des graffiti et photographies. Il participe à l'émission Som Brasil Especial en hommage à Vinícius de Moraes ; il est nommé du Prêmio Hutúz dans deux catégories : « groupe ou artiste solo » et « révélation ». En 2008, il est élu « musique l'année » et « personnalité de l'année » à l'événement O Rap É Compromisso.
Il obtient plus tard le Prêmio Hutúz dans la catégorie « révélation de l'année ». Il participe aux films Profissão MC, d'Alessandro Buzo et Tony Nogueira ; Luz nas Trevas – A Volta do Bandido da Luz Vermelha, de Ney Matogrosso. En 2009, il sort un DVD live à la location, puis à la vente en 2010, intitulé Criolo Doido Live in SP. À la fin de l'année, Criolo publie les single Grajauex et Subirusdoistiozin produits en studio par Marcelo Cabral et Daniel Ganjaman. Ils font usage de  guitare, basse, piano et trompette,.
En 2017, il sort un nouvel album, intitulé Espiral de ilusão.

## Tournées
- Turnê Criolo Doido (2006–2010)
- Turnê Nó na Orelha (2011–2014)[6]
- Turnê Criolo e Emicida (avec Emicida) (2012–2013)
- Turnê Buda (2014–2016)[7]
- Turnê viva Tim Maia (avec Ivete Sangalo) (2015)
- Turnê Ainda Há Tempo (2016–2017)[8]
- Turnê Espiral de ilusão (2017)

## Discographie

### Albums studio
- 2006 : Ainda há tempo (sous le pseudonyme Criolo Doido ; réédité en 2016)
- 2011 : Nó na orelha
- 2014 : Convoque seu buda
- 2017 : Espiral de ilusão